# Jean-Luc Marion

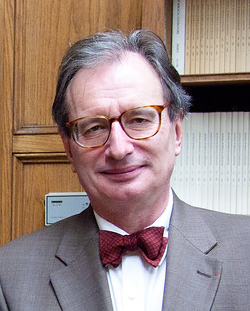
Jean-Luc Marion, 2016

Jean-Luc Marion (* 3. Juli 1946 in Meudon) ist ein französischer Philosoph und römisch-katholischer Theologe.

## Biographie
Marion studierte an der Universität Paris-Nanterre (Paris X) und an der Sorbonne und schloss sein Studium mit einer Arbeit an der École normale supérieure in Paris ab, wo er bei Jacques Derrida und Louis Althusser studierte. 1975 bis 1985 war Marion Chefredakteur der französischen Ausgabe der theologischen Zeitschrift Communio.
Nach seiner Promotion im Jahr 1980 unterrichtete Marion zunächst an der Universität Poitiers. Anschließend war er Direktor für Philosophie an der Universität Paris-Nanterre. 1996 bekam er die gleiche Stelle an der Sorbonne und lehrt nun als John-Nuveen-Professor Religionsphilosophie und katholische Theologie an der University of Chicago. 2008 wurde Marion mit dem Karl-Jaspers-Preis ausgezeichnet und in die Académie française aufgenommen. In der Académie française nahm er den Platz von Jean-Marie Lustiger ein. Für 2020 wurde Marion der Joseph-Ratzinger-Preis zugesprochen. 2005 wurde er von der Universität Utrecht mit dem Ehrendoktortitel ausgezeichnet.
Jean-Luc Marion ist seit 1970 verheiratet. Der Ehe entstammen zwei Söhne. In der Öffentlichkeit trägt er stets eine Fliege. Er ist ein täglicher Leser der Sportzeitschrift L’Équipe.

## Wissenschaftliche Arbeit
Marion gehört zu den bedeutendsten lebenden Philosophen Frankreichs und war ein Schüler Jacques Derridas. Seine Arbeiten sind stark von Descartes, Martin Heidegger, Edmund Husserl und Emmanuel Levinas geprägt. Thematisch gilt Marion als Vertreter einer religionsphilosophisch akzentuierten Phänomenologie. Er versucht zu zeigen, dass nicht das von der  Metaphysik thematisierte Sein die fundamentalste Ebene der Wirklichkeit bildet, sondern das Sichereignen sowohl von Liebe als auch von Gott als Gegebenheiten jenseits von Sein; in seiner phänomenologischen Analyse des „Neuen“ arbeitet Marion heraus, wie das „Neue“ als „Ereignis“ und als „Gabe“ erscheint.

## Werke (Auswahl)
in französischer Sprache
- Au lieu de soi. L’approche de Saint Augustin. Presses univ. de France, Paris 2008, ISBN 978-2-13-054407-4.
- De surcroît. Études sur les phénomènes saturés. Presses univ. de France, Paris 2001, ISBN 2-13-050913-4.
- Dieu sans l’être. 2. Aufl. Presses univ. de France, Paris 1991, ISBN 2-13-052968-2.
- Etant donné. Essai d’une phénoménologie de la donation. 3. Aufl. Presses univ. de France, Paris 2002, ISBN 2-13-054553-X.
- Hergé. Tintin le terrible ou l’alphabet des richesses. Hachette, Paris 2006, ISBN 2-01-279347-9 (zusammen mit Alain Bofand).
- L’idole et la distance. Cinq études. 2. Aufl. Grasset, Paris 1989, ISBN 2-246-42272-8.
- Le phénomène érotique. Six méditations. Grasset, Paris 2003, ISBN 2-246-55091-2.
- Prolégomènes à la charité. 2. Aufl. Edition de la difference, Paris 1991, ISBN 2-7291-0666-9.
- Questions cartésiennes. Presses univ. de France, Paris 1991 ff

1. Méthode et métaphysique. 1991, ISBN 2-13-043627-7.
2. L’ego et Dieu. 2. Aufl. 2002, ISBN 2-13-047867-0.

- Réduction et donation. Recherches sur Husserl, Heidegger et la phénoménologie. 2. Aufl. Presses univ. de France, Paris 2004, ISBN 2-13-054554-8.
- Sur l’ontologie grise de Descartes. Science cartésienne et savoir aristotélicien dans les „Regulae“. 4. Aufl. Grasset, Paris 1989, ISBN 2-7116-0549-3.
- Sur la théologie blanche de Descartes. Analogie, création des vérités éternelles, fondement. 2. Aufl. Presses Univ. de France, Paris 1991, ISBN 2-13-044039-8.
- Sur le prisme métaphysique de Descartes. Constitution et limites de l’onto-théo-logie dans les pensées cartésienne. Presses univ. de France, Paris 1986, ISBN 2-13-039438-8.
- Le visible et le révélé. Edition du Cerf, Paris 2005, ISBN 2-204-07898-0.
- Au lieu de soi, l’approche de saint Augustin, PUF, 2008
  - Ouvrage issu d’un cycle de conférences données en 2004 sur la lecture et l’interprétation des Confessions sur un mode non métaphysique, au moyen des principaux concepts élaborés dans une logique phénoménologique. L’enjeu est double : tester la validité herméneutique des concepts de donation, de phénomène saturé, retrouver dans l’œuvre l’itinéraire d’une approche au lieu de soi.
- Certitudes négatives, Grasset & Fasquelle, 2010.
- Le croire pour le voir, Communio Parole et silence, 2010.
- Discours de réception à l’Académie française, Grasset & Fasquelle, 2010.
- La Rigueur des choses, entretiens avec Dan Arbib, Flammarion, 2012.
- Sur la pensée passive de Descartes, PUF, mars 2013.
- Courbet ou la peinture à l’œil, Flammarion, février 2014.
- Cours sur la volonté, édité par Christophe Perrin, collection Empreintes philosophiques, Presses Universitaires de Louvain, mai 2014.
- Reprise du donné, PUF, juin 2016.
- Brève apologie pour un moment catholique, Grasset, mai 2017.

in deutscher Sprache
- Das Erscheinen des Unsichtbaren. Fragen zur Phänomenalität der Offenbarung. Herder, Freiburg im Breisgau 2018. ISBN 978-3-451-38047-1.
- Gott ohne Sein. Herausgegeben und mit einem Nachwort versehen von Karlheinz Ruhstorfer. Schöningh, Paderborn 2014. ISBN 978-3-506-77588-7.
- Gegeben sei. Entwurf einer Phänomenologie der Gegebenheit. Karl Alber, Freiburg i.Br. / München 2015, ISBN 978-3-495-48660-3.
- Das Erotische. Ein Phänomen. Aus dem Französischen übersetzt von Alwin Letzkus. Karl Alber, Freiburg i. Br. / München 2011. ISBN 978-3-495-48366-4.
- Die Öffnung des Sichtbaren („La croisée du visible“). Schöningh, Paderborn 2005, ISBN 978-3-506-72867-8.
- Ruf und Gabe zum Verhältnis von Phänomenologie und Theologie. Borengässer, Bonn 2000, ISBN 3-923946-49-X (zusammen mit Josef Wohlmuth).
- Reduktive „Gegen-Methode“ und Faltung der Gegebenheit (2003), in: Gabel, Michael/Joas, Hans: Von der Ursprünglichkeit der Gabe. Jean-Luc Marions Phänomenologie in der Diskussion, Freiburg/München 2007, ISBN 978-3-495-48183-7, S. 37–55.
- Sich geben, sich offenbaren (1997), in: Gerl-Falkovitz, Hanna-Barbara (Hg.), Jean-Luc Marion. Studien zum Werk, Text & Dialog, Dresden 2013, ISBN 978-3-943897-00-5, S. 19–34.
- Die Rückkehr des verlorenen Sohnes (2010), in: Gerl-Falkovitz, Hanna-Barbara (Hg.), Jean-Luc Marion. Studien zum Werk, Text & Dialog, Dresden 2013, ISBN 978-3-943897-00-5, S. 35–44.

in englischer Sprache
- God Without Being, University of Chicago Press, 1991.
- Reduction and Givenness: Investigations of Husserl, Heidegger and Phenomenology, Northwestern University Press, 1998.
- Cartesian Questions: Method and Metaphysics, University of Chicago Press, 1999.
- On Descartes’ Metaphysical Prism: The Constitution and the Limits of Onto-theo-logy in Cartesian Thought, University of Chicago Press, 1999.
- The Idol and Distance: Five Studies, Fordham University Press, 2001.
- Being Given: Toward a Phenomenology of Givenness, Stanford University Press, 2002.
- In Excess: Studies of Saturated Phenomena, Fordham University Press, 2002.
- Prolegomena to Charity, Fordham University Press, 2002.
- The Crossing of the Visible, Stanford University Press, 2004.
- Descartes’ Grey Ontology: Cartesian Science and Aristotelian Thought in the Regulae, St. Augustine’s Press, 2006.
- The Erotic Phenomenon: Six Meditations, University of Chicago Press, 2006.
- On the Ego and on God, Fordham University Press, 2007.
- Descartes’ White Theology, Saint Augustine’s Press, Translation in process.